# Кривополье (Ивано-Франковская область)
Кривопо́лье (укр. Кривопілля) — село в Верховинской поселковой общине Верховинского района Ивано-Франковской области Украины.
Население по переписи 2001 года составляло 959 человек. Занимает площадь 59 км². Почтовый индекс — 78706. Телефонный код — 03432.